# София Кузева
София Чернева (фамилното име по съпруг) е българска актриса, родена и известна в България и в българското кино като София Кузева (фамилното име по баща), а в Германия – като София Кузева-Чернев (Sofia Kuzeva-Tchernev).

## Биография
Родена е в Смолян на 16 юни 1967 г. Израснала е в Хасково в семейството на инженер Маргарита Кузева и актьора Петър Кузев.
През 1985 г. е приета във ВИТИЗ „Кръстьо Сарафов“, специалност „Актьорско майсторство“, в класа на проф. Енчо Халачев и проф. Снежина Танковска. По време на следването си получава първия си ангажимент в киното - ролята на Дана в известния игрален филм „Вчера“ на режисьора Иван Андонов. След дипломирането си през 1989 г. е назначена в трупата на Театър „София“.
От 1993 г. е омъжена за актьора Панчо Чернев, с когото имат дъщеря. През 1996 г. печели стипендия по международен проект за артисти „Да премахнем границите“ на Външното министерство на Германия. София Чернева работи и живее със семейството си в Германия.

## Филмография
- „Цветове на изгрева“ (3-сер. тв, 1987) – Даяна (Яна), съученичка на Гибона
- „Вчера“ („Vchera“ / „Yesterday“), България, 1988 г., режисьор Иван Андонов – ролята на Дана
- „Ако можеш, забрави“, България, 1988 г., режисьор Николай Босилков – ролята на Ева
- „Искусство жить в Одессе“, СССР – Франция, режисьор Георгий Юнгвалд-Хилкевич (Georgi Yungvald-Khilkevich), 1989 г. – ролята на Катя
- „Очите плачат различно“, България, 1989 г., режисьор Александър Раковски – ролята на Вера
- „Разводи, разводи“, България, 1989 г., режисьор Ивайло Джамбазов – ролята на Младоженката
- „Немирната птица любов“, България, 1990 г., режисьор Рангел Вълчанов – ролята на Младоженката
- „Чиполино“, България 1990 г., режисьор Лиляна Тодорова, ролята на Чиполино
- „Вампир“ 1991, режисьор Павел Павлов - Вела, дъщеря на Малама
- „На брега на морето“ (България – Чехословакия, 1991 г., режисьор Иржи Адамец (Irji Adamec) – ролята на Юлия
- „Любовниците“, България, 1991-1992 г., 8 серии режисьор Тодор Стоянов – ролята на книжарката София (в 6-а серия: „Хоризонтален пейзаж“)
- „Пет минути“ („Fünf Minuten“), Германия, 1998 г., режисьор Брита Краузе (Britta Krause) – ролята на Ана (Anna), като София Кузева-Чернева (Sofia Kouzeva-Tcherneva)
- „Дъщерята“ („Die Tochter“), Австрия, 2007 г., режисьор Бернхард Камел (Bernhard Kammel) – ролята на Дъщерята, като София Чернева (Sofia Tchernev)

### ТВ сериал
- „Къде е Маги?“, България, bTV – ролята на Вяра Табакова, като София Кузева-Чернева

## Роли в театъра
- Ролята на Козет в спектакъла на проф. Снежина Танковска „Игра на фантазията“, театър на НАТФИЗ, 1988 г.
- Ролята на Дъщерята в постановката на проф. Енчо Халачев „Ревизор“, театър на НАТФИЗ, 1988 г.
- Ролята на Леан в спектакъла на Стефан Стайчев „Ангели-чудовища“, театър „София“, 1990 г.
- Ролята на Ан в представлението на Стефан Стайчев „Маркиз дьо Сад“, театър „София“, 1991 г.
- Ролята на Момичето в спектакъла на Бойко Богданов „Любовни истории“, театър „София“, 1992 г
- Ролята на Флора в постановката на проф. Здравко Митков „Италианката“, театър „София“, 1993 г.
- Ролята на Младежа в спектакъла на Фридхелм Пток (Friedhelm Ptok) „Рицарят на чудото“ („Der Ritter vom Mirakel“), международна театрална продукция на „Association Epopee de l`Europe“, Женева, 1994 г.
- Ролята на Заека в постановката за деца на Любо Костов (Ljubo Kostov) „Бумеранг“, международна театрална продукция във „FEZ – Wuhlheide“, Берлин, 1996 г.

## Участие в реклами
София Чернева е участва и в множество реклами. През 1992 г. печели наградата за най-добра реклама с клипа за „Форд“ на режисьора Жезко Давидов.